# Яковлев Василій Ленінітович
Василій Ленінітович Яковлев (3 червня 1972, Одеса, Україна) — український трековий та шосейний велогонщик, заслужений майстер спорту України, призер Чемпіонатів світу, учасник Олімпійських ігор в Барселоні, Атланті, Сіднеї, Афінах, неодноразовий переможець та призер чемпіонатів України, тренер збірної України.

## Біографія
Василій Ленінітович Яковлев народився 3 липня 1972 року в Одесі. Займатися велоспортом почав у 12-річному віці у секції спортивного товариства «Колос». У 1988 році на деякий час припинив заняття спортом через травму — перелом основи черепа. У 1990 році служив в армії, згодом виступав за клуб СКА-9 Одеського військового округу. Закінчив Київський інститут фізичного виховання.
У 2015 році Яковлев працює на посаді старшого тренера національної збірної України з велоспорту (трек).

## Спортивні досягнення
Василь Яковлев успішно виступав на світових молодіжних змаганнях ще у складі збірної СРСР. На молодіжному чемпіонаті Європи 1989 року у Москві він завоював 2 місце у гонці переслідування. Наступного року у Мідлсбро він завоював золото у цій же дисципліні та в командній гонці переслідування.
В 1993 році на Чемпіонаті світу в гонці за очками спортсмен здобув бронзу. В 1999 році в цій же дисципліні Яковлев на Чемпіонаті світу завоював срібну медаль.
Того ж року на етапі Кубка світу у Валенсії спортсмен виграв гонку за очками, у 2001 році на етапі в Щецині він завоював срібло. У 2004 році Яковлев здобув дві медалі на етапах Кубка світу в медісоні: золото в Аґуаскальєнтесі та срібло в Манчестері.

### Виступи на Олімпійських іграх
На перших своїх Олімпійських іграх в Барселоні спортсмен представляв Об'єднану команду у гонці за очками, де потрапив у фінальний раунд. У цій же гонці на Олімпіаді в Атланті Яковлев посів 4 місце, поступившись 1 очком бронзовому призеру Стюарту О'Ґрейді. На Іграх в Сіднеї велосипедист знову змагався у гонці за очками, де посів 17 місце, а також у медісоні, де завоював 9 сходинку. На Олімпіаді в Афінах Яковлев виступав у тих же дисциплінах: у гонці за очками посів 19 місце, а в медісоні піднявся на високе 5 місце.

## Статистика

### Трекові велоперегони
| Рік  | Змагання                                   | Місце проведення           | Результат | Дисципліна                         |
| ---- | ------------------------------------------ | -------------------------- | --------- | ---------------------------------- |
| 1989 | Чемпіонат світу серед юніорів              | Москва, СРСР               | 2         | індивідуальна гонка переслідування |
| 1990 | Чемпіонат світу серед юніорів              | Мідлсбро, Велика Британія  | 1         | індивідуальна гонка переслідування |
| 1990 | Чемпіонат світу серед юніорів              | Мідлсбро, Велика Британія  | 1         | командна гонка переслідування      |
| 1993 | Чемпіонат світу з трекових велоперегонів   | Гамар, Норвегія            | 3         | гонка за очками                    |
| 1999 | Чемпіонат світу з трекових велоперегонів   | Берлін, Німеччина          | 2         | гонка за очками                    |
| 1999 | Етапи Кубка світу з трекових велоперегонів | Валенсія, Іспанія          | 1         | гонка за очками                    |
| 2001 | Етапи Кубка світу з трекових велоперегонів | Щецин, Польща              | 2         | гонка за очками                    |
| 2004 | Етапи Кубка світу з трекових велоперегонів | Аґуаскальєнтес, Мексика    | 1         | медісон                            |
| 2004 | Етапи Кубка світу з трекових велоперегонів | Манчестер, Велика Британія | 2         | медісон                            |

- Інформація з сайту Cycling archives з доповненнями